# Раян Філліпп
Меттью Раян Філліпп (англ. Matthew Ryan Phillippe, нар. 10 вересня 1974, Ньюкасл, Делавер, США) — американський актор.

## Біографія
Раян Філліпп народився 10 вересня 1974 року. Батько Раяна, Річард Філліпп, був хіміком. Мати, Сьюзен Філліпп (до шлюбу Томас), — медсестра. Дитинство майбутнього актора пройшло в Нью-Касл, штат Делавер. Акторська кар'єра Раяна почалася з фільму «Одне життя, щоб жити». Філліпп найбільш відомий завдяки фільмам «Я знаю, що ви зробили минулого літа» (1997), «Студія 54» (1998), «Жорстокі ігри» (1999), «Зіткнення» (2004) і «Прапори наших батьків» (2006).
Колишній чоловік (1999—2007) акторки, продюсерки й підприємиці Різ Візерспун, з якою мають двох спільних дітей (1999 та 2003 р.н.). Жив з австралійською акторкою Еббі Корніш (2007—2010). У другій половині 2010 року зустрічався з моделлю Алексіс Кнапп, яка в липні наступного року, після розлучення, народила їхню дочку Кайлані Мерізалде Філліпп Кнапп.
В юності здобув чорний пояс із тхеквондо.

## Фільмографія
| Рік       |    | Українська назва                    | Оригінальна назва                                         | Роль                                            |
| --------- | -- | ----------------------------------- | --------------------------------------------------------- | ----------------------------------------------- |
| 2023      | ф  | Жертва Міранди                      | Miranda's Victim                                          | Джон Флінн                                      |
| 2023      | ф  | Зломник                             | The Locksmith                                             | Міллер Грем                                     |
| 2022      | ф  | Американський убивця                | American Murderer                                         | спецагент Ленс Лейсинг                          |
| 2022      | ф  | Гірська лихоманка                   | Summit Fever                                              | Лео                                             |
| 2022      | ф  |                                     | Collide                                                   | Гантер                                          |
| 2022      | с  |                                     | I Love That for You                                       | камео (2 епізоди)                               |
| 2022      | с  | Суботнього вечора в прямому ефірі   | Saturday Night Live                                       | Діксон Пайпер (1 випуск)                        |
| 2021      | с  | Мак-Грабер                          | MacGruber                                                 | Діксон Пайпер (8 епізодів)                      |
| 2021      | ф  | Один постріл                        | One Shot                                                  | Джек Йорк                                       |
| 2021      | ф  | Господиня маєтку                    | Lady of the Manor                                         | Таннер Водсворт                                 |
| 2015—2021 | мс | Робоцип                             | Robot Chicken                                             | Джордж Тейлор / Реґґі Ментл (голоси, 2 епізоди) |
| 2020—2021 | с  | Безмежне небо                       | Big Sky                                                   | Коді Гойт (5 епізодів)                          |
| 2020      | ф  | Брати по крові                      | The Sound of Philadelphia                                 | Чарлі                                           |
| 2020      | ф  | Другий                              | The 2nd                                                   | майор Вік Девіс                                 |
| 2020      | с  | Вілл і Грейс                        | Will & Grace                                              | камео (1 епізод)                                |
| 2019      | с  |                                     | Historical Roasts                                         | Юлій Цезар (1 епізод)                           |
| 2016—2018 | с  | Стрілець                            | Shooter                                                   | Боб Лі Свагер (головна роль)                    |
| 2018      | кф |                                     | The Circle                                                | Віктор                                          |
| 2017      | ф  | Бійся своїх бажань                  | Wish Upon                                                 | Джонатан Шеннон                                 |
| 2017      | с  | Бруклін 9-9                         | Brooklyn Nine-Nine                                        | Мілтон (1 епізод)                               |
| 2017      | с  |                                     | Famous in Love                                            | камео (1 епізод)                                |
| 2015      | с  | П'яна історія                       | Drunk History                                             | Бенджамін Гейз (1 епізод)                       |
| 2015      | ф  | Повернути відправнику               | Return to Sender                                          | кур'єр UPS                                      |
| 2015      | с  | Таємниці і брехня                   | Secrets and Lies                                          | Бен Кроуфорд (головна роль, 1 сезон)            |
| 2014      | ф  |                                     | Catch Hell                                                | Рейган Пірс                                     |
| 2014      | ф  |                                     | Виправлення                                               | Reclaim / Стівен                                |
| 2014      | с  |                                     | Men at Work                                               | камео (1 епізод)                                |
| 2013      | ф  | Прості істини                       | Straight A's                                              | Скотт                                           |
| 2012      | с  | Сутичка (Збиток)                    | Damages                                                   | Ченнінг Маккларен (10 епізодів)                 |
| 2012      | ф  |                                     | Revenge for Jolly!                                        | Бахмеєр                                         |
| 2011      | ф  | Підстава                            | Setup                                                     | Вінсент Лонг                                    |
| 2011      | ф  | Адвокат на лінкольні                | The Lincoln Lawyer                                        | Луїс Руле                                       |
| 2010      | с  |                                     | Pretend Time                                              | красунчик (1 епізод)                            |
| 2010      | ф  | Клуб зірвиголов                     | The Bang Bang Club                                        | Грег Маринович                                  |
| 2010      | с  |                                     | WWE Monday Night RAW                                      | лейтенант Діксон Пайпер (1 епізод)              |
| 2010      | ф  | СуперМакҐрубер                      | MacGruber                                                 | лейтенант Діксон Пайпер                         |
| 2008      | ф  | Франклін                            | Franklyn                                                  | Прист / Девід Ессер                             |
| 2008      | ф  | Війна з примусу                     | Stop-Loss                                                 | Брендон Кінг                                    |
| 2007      | ф  | Зрада                               | Breach                                                    | Ерік О'Ніл                                      |
| 2006      | ф  | Прапори наших батьків               | Flags of Our Fathers                                      | Джон «Док» Бредлі                               |
| 2006      | ф  |                                     | П'ять пальців                                             | Five Fingers / Мартійн                          |
| 2005      | ф  |                                     | Хаос                                                      | Chaos / Шейн Деккер                             |
| 2004      | ф  | Зіткнення                           | Crash                                                     | поліціант Томмі Генсон                          |
| 2004      | ф  | Усередині моєї пам'яті              | The I Inside                                              | Саймон Кебл                                     |
| 2003      | кф |                                     | OutKast: Hey Ya! (відео)                                  | телеведучий                                     |
| 2002      | кф | Ґосфорд Парк (видалені сцени)       | Gosford Park: Deleted Scenes                              | Генрі Дентон                                    |
| 2002      | ф  |                                     | Igby Goes Down                                            | Олівер                                          |
| 2001      | ф  | Ґосфорд Парк                        | Gosford Park                                              | Генрі Дентон                                    |
| 2001      | ф  |                                     | Antitrust                                                 | Майло Гоффман                                   |
| 2000      | мс | Король гори                         | King of the Hill                                          | Воллі (голос, 1 епізод)                         |
| 2000      | ф  |                                     | The Way of the Gun                                        | пан Паркер                                      |
| 2000      | ф  |                                     | Company Man                                               | Петров                                          |
| 1999      | ф  | Жорстокі ігри                       | Cruel Intentions                                          | Себастьян Вальмон                               |
| 1998      | ф  |                                     | Playing by Heart                                          | Кінан                                           |
| 1998      | ф  | Студія 54                           | 54                                                        | Шейн О'Шеа                                      |
| 1998      | ф  |                                     | Homegrown                                                 | Гарлан Дикстра                                  |
| 1997      | ф  | Я знаю, що ви зробили минулого літа | I Know What You Did Last Summer                           | Баррі Кокс                                      |
| 1997      | ф  |                                     | Little Boy Blue                                           | Джиммі Вест / Денні Найт                        |
| 1997      | ф  | Ніде                                | Nowhere                                                   | Шед                                             |
| 1996      | тф |                                     | Time Well Spent                                           | Кенні Маркс                                     |
| 1996      | ф  |                                     | Invader                                                   | рядовий Раян                                    |
| 1996      | с  | За межею можливого                  | The Outer Limits                                          | Рассел «Расті» Добсон (1 епізод)                |
| 1996      | с  | Надія Чикаго                        | Chicago Hope                                              | Девід Голґрен (1 епізод)                        |
| 1996      | ф  | Білий шквал                         | White Squall                                              | Джил Мартин                                     |
| 1995      | ф  | Багровий приплив                    | Crimson Tide                                              | Сімен Ґреттем                                   |
| 1995      | тф |                                     | Deadly Invasion: The Killer Bee Nightmare                 | Том Редман                                      |
| 1994      | с  |                                     | Due South                                                 | Дель Портер (1 епізод)                          |
| 1994      | тф |                                     | A Perry Mason Mystery: The Case of the Grimacing Governor | Роберт Фаулер                                   |
| 1994      | с  |                                     | Matlock                                                   | Майкл                                           |
| 1992—1993 | с  | Одне життя, щоб жити                | One Life to Live                                          | Віллі Дуглас (13 епізоди)                       |
| 1993      | с  |                                     | The Secrets of Lake Success (мінісеріал)                  | Стью Еткінс (3 серії)                           |